# Herman de Valenciennes
Herman de Valenciennes est un poète français du XIIe siècle, né à Valenciennes.

## Biographie
Son père et sa mère, Robert et Herembourg, étaient originaires du Hainaut. Il avait pour grands-parents le comte Baudouin IV et la comtesse Yoland. 
Devenu prêtre, il écrit une Histoire de la Bible, accompagné d'un poème sur l'Assomption de la Vierge.
Ce texte est généralement connu sous le titre Le Roman de Sapience, ce qui serait dû à l'erreur d'un copiste à la première ligne du poème : « Comens de sapiense, ce la cremors de Deu » (le premier mot ayant été mal orthographié « romens »). Il reprend des histoires tirées de la Bible auxquelles viennent se rajouter des détails issus de sources populaires.
Très connu à son époque, le livre fait référence à la mort d'Henri II d'Angleterre, survenue en 1189.